# Anunciação (caravela)
A caravela Anunciação foi a embarcação usada por Pedro Alvares Cabral na sua primeira viagem marítima à Índia em 1500, dois anos após Vasco da Gama lá ter estado em 1498.
Foi com a caravela Anunciação que Pedro Alvares Cabral chegou ao Brasil em 1500.